# 83-as busz (Budapest)
A budapesti 83-as jelzésű autóbusz az Etele tér, Kelenföldi pályaudvar és az Építész utca (HITEKA) között közlekedett. A viszonylatot a Budapesti Közlekedési Vállalat üzemeltette.

## Története
1954. május 10-én 59-es jelzéssel indítottak új járatot a Kelenföldi pályaudvar és a Budafoki út között. a Bartók Béla út–Halmi utca–Tétényi út–Irinyi út–Bártfai utca–Fehérvári út–Hengermalom utca útvonalon. 1955. január 17-én a Budafoki úton az Andor utcáig hosszabbították. 1956. május 28-án 59A jelzésű betétjáratot is kapott a Bartók Béla út/Halmi utca kereszteződéstől a Tétényi úti Kórházig, ami csak szerdán, pénteken és vasárnap járt. A betétjáratot 1956. június 7-én a Kosztolányi Dezső térig hosszabbították. Kihasználatlanság miatt 1956. június 20-án az 59A járatot megszüntették. 1958. november 15-én az 59-es busz a D jelzést kapta. 1965. szeptember 27-én meghosszabbították a Hunyadi János útig. 1966. június 1-jén a 83-as jelzést kapta. 1969. december 15-étől az épülő Kelenföldi lakótelepet átszelő Szakasits Árpád úton (1991 óta Etele út) közlekedett, megszűnő útvonalán 83Y jelzésű járatot indítottak, ami 1975. december 31-én megszűnt. A 83-as busz 1982. február 6-ától hétvégén is közlekedett. A járat utasainak nagy részét a Csepel Művek Híradástechnikai Gépgyára (HITEKA) dolgozói tették ki, de 1995 februárjában a cég székhelye átkerült az I. kerületi Orom utcába, így ezzel egy időben megkezdődött a járat hanyatlása is. Június 11-i megszűnését követően a 7-es busz mindkét irányban megállt a Bártfai utca megállóhelyen.

## Útvonala
| Építész utca (HITEKA) felé | Etele tér, Kelenföldi pályaudvar felé                                                                                         |
| --- | --- |
| Etele tér, Kelenföldi pályaudvar vá. – Etele út – Hengermalom út – Budafoki út – Hunyadi János út – Építész utca – Karcag utca – Vegyész utca – Hunyadi János út – Építész utca (HITEKA) vá. | Építész utca (HITEKA) vá. – Hunyadi János út – Budafoki út – Hengermalom út – Etele út – Etele tér, Kelenföldi pályaudvar vá. |

## Megállóhelyei
| 0  | Etele tér, Kelenföldi pályaudvar végállomás | 14 | 7, 141 19, 49 Budapest-Kelenföld |
| 1  | Bártfai utca                                | 12 |                                  |
| 3  | Kelenföld, városközpont                     | 10 | 7, 7A, 7, 14, 73, 114, 173       |
| 5  | Fehérvári út (↓) Etele út (↑)               | 8  | 3, 14, 114 18, 41, 47            |
| 6  | Nándorfejérvári út                          | 6  |                                  |
| 7  | Budafoki út (↓) Hengermalom út (↑)          | 5  | 3, 10, 110                       |
| 8  | Magyar Kábel Művek                          | 4  | 3, 3, 10, 110                    |
| 9  | Galvani utca                                | 3  | 3, 10, 110                       |
| 10 | Budapesti Épületelemgyár                    | 2  | 3, 10, 110                       |
| 11 | Zománchuzal gyár                            | 1  | 3, 10, 110                       |
| 12 | Építész utca                                | ∫  | 3, 10, 14, 110, 114              |
| 13 | Karcag utca                                 | ∫  | 10, 110                          |
| 14 | Vegyész utca                                | ∫  | 10                               |
| 15 | Hunyadi János út                            | ∫  | 3, 10                            |
| 16 | Építész utca (HITEKA) végállomás            | 0  | 3, 10, 14, 110, 114              |